# Tāttayyangārpettai
Tāttayyangārpettai är en ort i Indien.   Den ligger i distriktet Tiruchchirāppalli och delstaten Tamil Nadu, i den södra delen av landet, 2 000 km söder om huvudstaden New Delhi. Tāttayyangārpettai ligger 143 meter över havet och antalet invånare är 12 604.
Terrängen runt Tāttayyangārpettai är platt. Runt Tāttayyangārpettai är det tätbefolkat, med 356 invånare per kvadratkilometer. Närmaste större samhälle är Thuraiyur, 16,5 km öster om Tāttayyangārpettai. Omgivningarna runt Tāttayyangārpettai är en mosaik av jordbruksmark och naturlig växtlighet.